# Ogrodzenie gabionowe

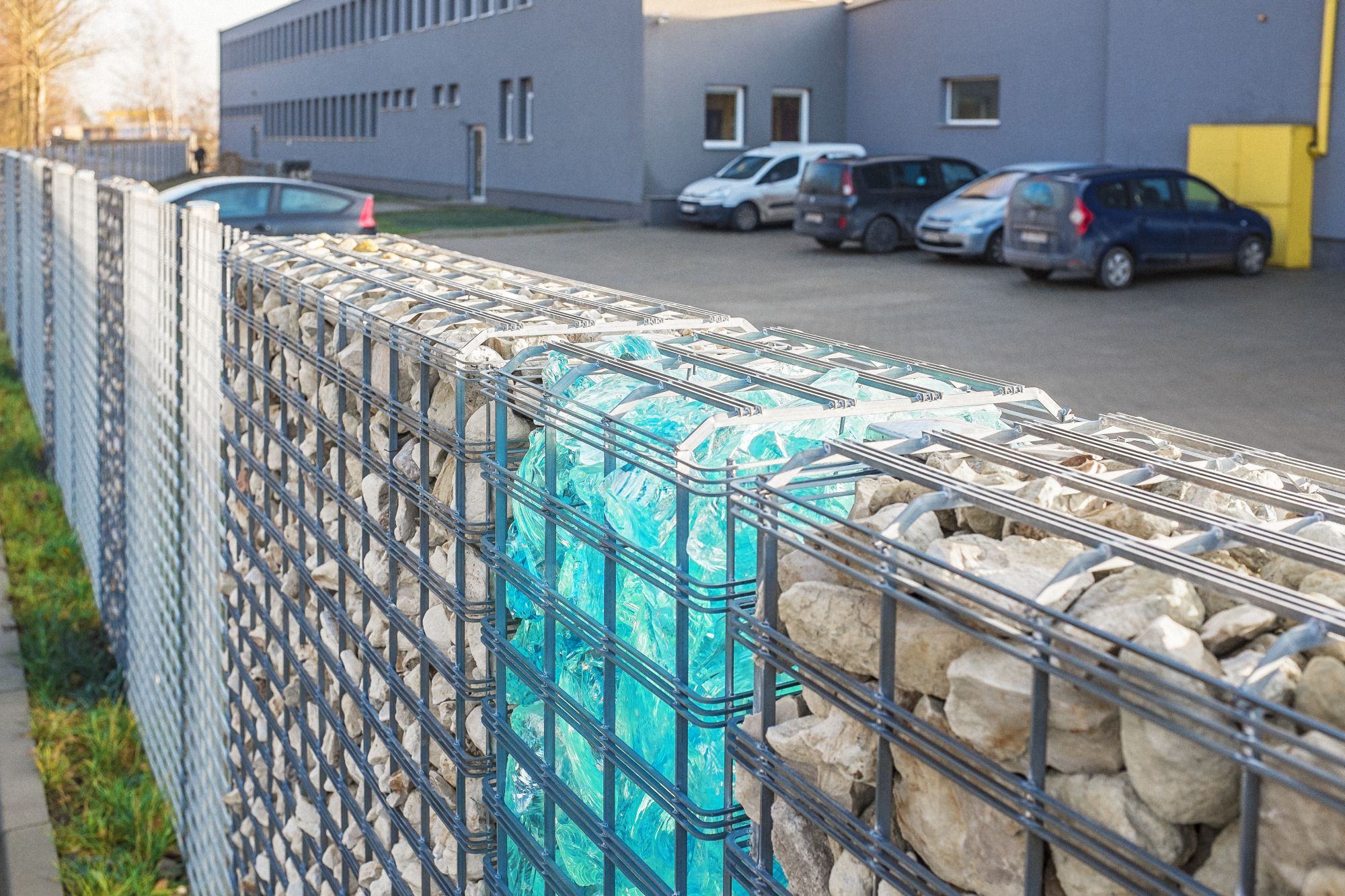
Ogrodzenie gabionowe z wypełnieniem szkłem turkusowym

Ogrodzenie gabionowe – rodzaj ogrodzenia składający się z koszy gabionowych zasypanych kamieniem i paneli z kratki, najczęściej nierdzewnej. Ogrodzenia gabionowe powstały z gabionów, które początkowo były używane głównie jako umocnienia skarp. Firmy produkcyjne oferują różne wypełnienie – kamień bądź szkło turkusowe, które można podświetlić listwami LED.
Ogrodzenia gabionowe popularne są w krajach Europy Zachodniej, m.in. w Niemczech.